# MINSK (фильм)
«MINSK» — эстонский фильм 2021 года режиссёра Бориса Гуца.
Первый игровой фильм о событиях августа 2020 года в Белоруссии. Снят одним кадром без монтажных склеек. Премьера запланирована на осень 2021 года. Одним из продюсеров фильма выступил политтехнолог Виталий Шкляров.

## Сюжет
Минск, август 2020 года.
Паша и Юля, молодая супружеская пара, выходят ночью из дома и оказываются в гуще протестов мирного населения. Будничная прогулка оборачивается настоящим адом, в котором невинные люди оказываются жертвами полицейского произвола…

## В ролях
- Алексей Маслодудов
- Анастасия Шемякина
- Анастасия Пронина
- Данил Стеклов
- Максим Стоянов
- Юлия Ауг
- Олег Гаас
- Филипп Могильницкий
- Евгений Коряковский
- Иван Мулин
- Михаил Ширяев
- Артём Гареев
- Александр Домовой
- Александр Жиленко

## Художественные особенности
Фильм «MINSK» имеет две уникальные особенности:
1. Он стал первым игровым фильмом о событиях августа 2020 года в Беларуси[6]
2. Он снят одним кадром без монтажных склеек.

Борис Гуц отметил, что «за 4 ночи они отсняли 7 дублей». Один из них и пойдёт в фильм.

## История создания
Картина снималась в Ласнамяэ. Согласно официальным данным, Эстонский институт кино выделил на производство фильма «MINSK» 80 тысяч евро. Съёмки прошли в Эстонии, потому что фильм не дали снимать в России. По словам режиссёра, команда планировала начать съёмки ещё в ноябре прошлого года, для этого были отобраны девять подходящих по картинке подмосковных городов и Тула. Но в каждом отказывала либо местная мэрия, либо местное УМВД.

## Награды
2022 — приз Международной федерация кинопрессы FIPRESCI и приз экуменического жюри на Фестивале Восточно-Европейского кино в Котбусе